# Епархия Кашиас-ду-Сула
Епархия Кашиас-ду-Сула (лат. Dioecesis Caxiensis Australis) — епархия Римско-католической церкви с центром в городе Кашиас-ду-Сул, Бразилия. Епархия Кашиас-ду-Сула входит в митрополию Порту-Алегри. Кафедральным собором епархии Кашиас-ду-Сула является церковь святой Терезы.

## История
8 сентября 1934 года Римский папа Пий XI выпустил буллу «Quae spirituali christifidelium», которой учредил епархию Кашиаса, выделив её из архиепархии Порту-Алегри.
9 октября 1966 года епархия Кашиаса была переименована в епархию Кашиас-ду-Сула.
10 ноября 1999 года епархия Кашиас-ду-Сула передала часть своей территории в пользу возведения новой епархии Озориу.

## Ординарии епархии
- епископ José Baréa (23.09.1935 — 19.11.1951)
- епископ Benedito Zorzi (24.06.1953 — 26.05.1983)
- епископ Nei Paulo Moretto (26.05.1983 — 6.07.2011)
- епископ Алессандро Кармело Руффинони (с 6.07.2011)

## Источник
- Annuario Pontificio, Ватикан, 2005
- Булла Quae spirituali christifidelium, AAS 27 (1935), p. 359  (лат.)